# Elisabeth Chaverdian
Elisabeth Chaverdian est une pianiste et professeur de piano.